# Coffee County, Tennessee
Coffee County är ett administrativt område i delstaten Tennessee, USA. År 2010 hade countyt 52 796 invånare. Den administrativa huvudorten (county seat) är Manchester. 

## Geografi
Enligt United States Census Bureau har countyt en total area på 1 125 km². 1 110 km² av den arean är land och 15 km² är vatten. 

### Angränsande countyn
- Cannon County - nord
- Warren County - nordost
- Grundy County - öst
- Franklin County - syd
- Moore County - sydväst
- Bedford County - väst
- Rutherford County - nordväst